# Wilhelm von Neuberg
Wilhelm Anton Johann Jakob Wilhelm Ritter von Neuberg, ab 1853/54 Freiherr Gemmrich von Neuberg (* 25. Juli 1802; † 18. August 1862), war ein k. k. Truchsess und Besitzer der Domänen Udritsch und Siechlau.

## Leben
Er stammte aus dem böhmischen Adelsgeschlecht von Neuberg (bestehend seit 1723). Am 13. Juni 1829 wurde er Lehnsherr der Herrschaft Gießhübel. 1844 ließ er die erste Molken-, Bade- und Brunnen-Kuranstalt im Ort errichten und empfing am 23. August 1852 den griechischen König Otto I. als Gast, zu dessen Ehren damals die Otto-Quelle benannt wurde.
Seine Ehefrau Antonie Freiin von Neuberg geb. Hladik starb am 19. November 1861. Ihr gemeinsamer Sohn Johann Freiherr von Neuberg war zum damaligen Zeitpunkt bereits der neue Besitzer der Herrschaft Gießhübl. Nach dem Tod seiner ersten Frau heiratete er am 3. März 1862 ein zweites Mal. Kurz darauf starb er.
1854 wurde ihm die Würde eines k. k. Truchsesses verliehen, nachdem er zuvor aufgrund seiner gemeinnützigen Tätigkeit in den böhmischen Adelsstand erhoben wurde.

## Ehrung
Im Frühjahr 2013 wurden oberhalb der Otto-Quelle in Kyselka zwei Buchen für Wilhelm Gemmrich von Neuberg und dessen erster Ehefrau Antonia gepflanzt.